# Helsingfors klockare-organistskola
Helsingfors klockare-organistskola (finska: Helsingin lukkari-urkurikoulu) var en musikskola i Helsingfors, grundad av Lorenz Nikolai Achté 1882.
1882 började Lorentz Nikolai Achté leda kostnadsfria lektioner i piano och sång i en av Helsingfors domkyrkas (då ännu Nikolajkyrkan) utbyggnader. Så småningom fick han allt fler elever och den verkliga skolan bildades. Från början undervisade Lorentz Achté i musikteori, hustrun Emmy i solosång och Frans Könni i piano. Efter något år startade en kurs i orgelmusik, ledd av Lauri Hämäläinen. På ett par år ökade elevantalet från 18 till 33. Förutom kurser i musikteori, notlära, körsång, solosång, piano och orgel, undervisades eleverna i fjärde årskursen i musikhistoria och komposition. I början av 1900-talet antog skolan en mer religiös form och kurser i liturgi och koralsång startade. När Lorentz Achté avled år 1900 övertog hustrun Emmy ledarskapet över skolan, vilket hon kom att inneha fram till 1922. Under Emmy Achtés tid värvades nya lärare till skolan, däribland Oskar Merikanto som ledde kurser i körsång, orgel, piano, musikhistoria och musikteori.
Merikanto tog avsked från skolan 1914 och efterträddes som lärare i sina ämnen av Armas Maasalo. Skolan ombildades senare till Helsingfors kyrkomusikinstitut.

## Kända elever
- Jaakko Tuuri
- Olli Suolahti
- Oiva Soini
- Arvi Tuomi
- Valter Lindberg